# Attus marmottani
Attus marmottani är en spindelart som beskrevs av Władysław Taczanowski 1871 [1872. Attus marmottani ingår i släktet Attus och familjen hoppspindlar. Inga underarter finns listade.